# Титр (хімія)
Титр (англ. titer, titre; нім. Titer) — це концентрація розчину, яка виражається відношенням маси розчиненої речовини до об'єму розчину, розмірність г/мл, розраховується за формулою:
T = Се · Em/1000, де Се — концентрація еквівалента (нормальність розчину), Em — молярна маса еквівалентп розчиненої речовини.